# Kingdom of the Planet of the Apes
Kingdom of the Planet of the Apes er en amerikansk film fra 2024 af Wes Ball.

## Medvirkende
- Owen Teague som Noa
- Kevin Durand som Proximus Caesar
- Peter Macon som Raka
- Lydia Peckham som Soona
- Travis Jeffery
- Sara Wiseman som Dar